# Mulroy Island
Mulroy Island ist eine kleine Insel vor der Nordküste der westantarktischen Thurston-Insel. Sie liegt vor dem am östlichen Ausläufer der Noville-Halbinsel liegenden Black Crag.
Entdeckt wurde die Insel bei der von der United States Navy durchgeführten Forschungsfahrt in die Bellingshausen-See im Februar 1960. Das Advisory Committee on Antarctic Names benannte sie 1961 nach Thomas B. Mulroy (1895–1962), Treibstoffingenieur bei der ersten Antarktisexpedition (1928–1930) des US-amerikanischen Polarforschers Richard Evelyn Byrd.